# IguanaBee
IguanaBee es una empresa desarrolladora de videojuegos chilena fundada en Santiago de Chile en 2011. 
La compañía ha desarrollado videojuegos para diferentes plataformas y diferentes clientes, como Mr Deadline para Wacom, MonsterBag con Sony Computer Entertainment y trabajó junto a Project Tango para crear Raise. Otros títulos que ha desarrollado la compañía han sido Headsnatchers y G.I. Joe: Operation Blackout. Su videojuego más reciente, Skull Island: Rise of Kong, recibió muy malas críticas por parte de la prensa especializada.

## Videojuegos
| Año  | Título                                   | Plataforma(s)                                                                     |
| ---- | ---------------------------------------- | --------------------------------------------------------------------------------- |
| 2014 | Mr Deadline                              | Windows                                                                           |
| 2014 | Ciclania                                 | Windows                                                                           |
| 2015 | MonsterBag                               | PlayStation Vita                                                                  |
| 2016 | Raise                                    | Tango                                                                             |
| 2019 | Headsnatchers                            | Nintendo Switch, PlayStation 4, Windows                                           |
| 2020 | G.I. Joe: Operation Blackout             | Nintendo Switch, PlayStation 4, Windows, Xbox One                                 |
| 2022 | What Lies in the Multiverse              | Nintendo Switch, PlayStation 4, PlayStation 5, Windows, Xbox One                  |
| 2022 | Little League World Series Baseball 2022 | Nintendo Switch, PlayStation 4, PlayStation 5, Windows, Xbox One, Xbox Series X/S |
| 2023 | Skull Island: Rise of Kong               | Nintendo Switch, PlayStation 4, PlayStation 5, Windows, Xbox One, Xbox Series X/S |
| TBA  | The Amazing Crackpots Club               | Por anunciar                                                                      |